# Florian Wisotzki
Florian Wisotzki (* 19. Januar 1981 in Flensburg) ist ein ehemaliger deutscher Handballspieler. 

## Karriere
Wisotzki spielte meist auf Rückraum links oder Rückraum Mitte. In der Jugend begann er bei der HSG Tarp-Wanderup. 2001 erhielt er eine Förderlizenz beim THW Kiel. Drei Jahre blieb er an der Ostsee, dann ging er für eine Saison zu Wacker Thun in die Schweiz. 2005 kehrte er nach Deutschland zurück, zum damaligen Zweitligisten TSV Bayer Dormagen. Mit dem TSV Dormagen schaffte er 2008 wieder den Aufstieg in die Handball-Bundesliga. 2010 wechselte Wisotzki zum Schweizer Club HC KTV Altdorf. Im Sommer 2011 beendete er seine Karriere aufgrund einer Schulterverletzung, die er sich noch in der Bundesliga zugezogen hatte.
Für die Nationalmannschaft bestritt Wisotzki ein A-Länderspiel.

## Erfolge
- Deutscher Meister 2002 mit dem THW Kiel
- EHF-Pokal Sieger 2004 mit dem THW Kiel
- EHF Challenge Cup 2005 mit Wacker Thun